# Classical Tripos
El Classical Tripos es el curso en filología clásica que se imparte en la Faculty of Classics de la Universidad de Cambridge, y equivale a las Literae Humaniores en la Universidad de Oxford. Tradicionalmente ha sido una carrera de 3 años, pero posteriormente se añadió un cuarto año para aquellos alumnos que no hubiesen tomado latín y griego durante su educación secundaria.